# Something for the Pain
Something for the Pain – singel zespołu Bon Jovi wydany w 1995 za pośrednictwem wytwórni Mercury Records, promujący album These Days. Do utworu wydany został w 1995 teledysk, jego reżyserem był Marty Collner. Utwór znalazł się na spisie utworów trasy koncertowej promującej album These Days, a także został umieszczony na liście utworów trasy koncertowej promującej album The Circle (w wersji akustycznej).
Singel uplasował się na 39. miejscu listy Mainstream Rock Tracks i 8. UK Singles Chart.

## Lista utworów
Sporządzono na podstawie materiału źródłowego.
1. „Something For The Pain” (LP Version) (4:46)
2. „This Ain't a Love Song” (Live) (6:26)
3. „You Give Love a Bad Name” (Live) (3:51)
4. „Wild In The Streets” (Live) (4:59)